# Esqui alpino nos Jogos Olímpicos de Inverno de 2022 - Slalom gigante masculino

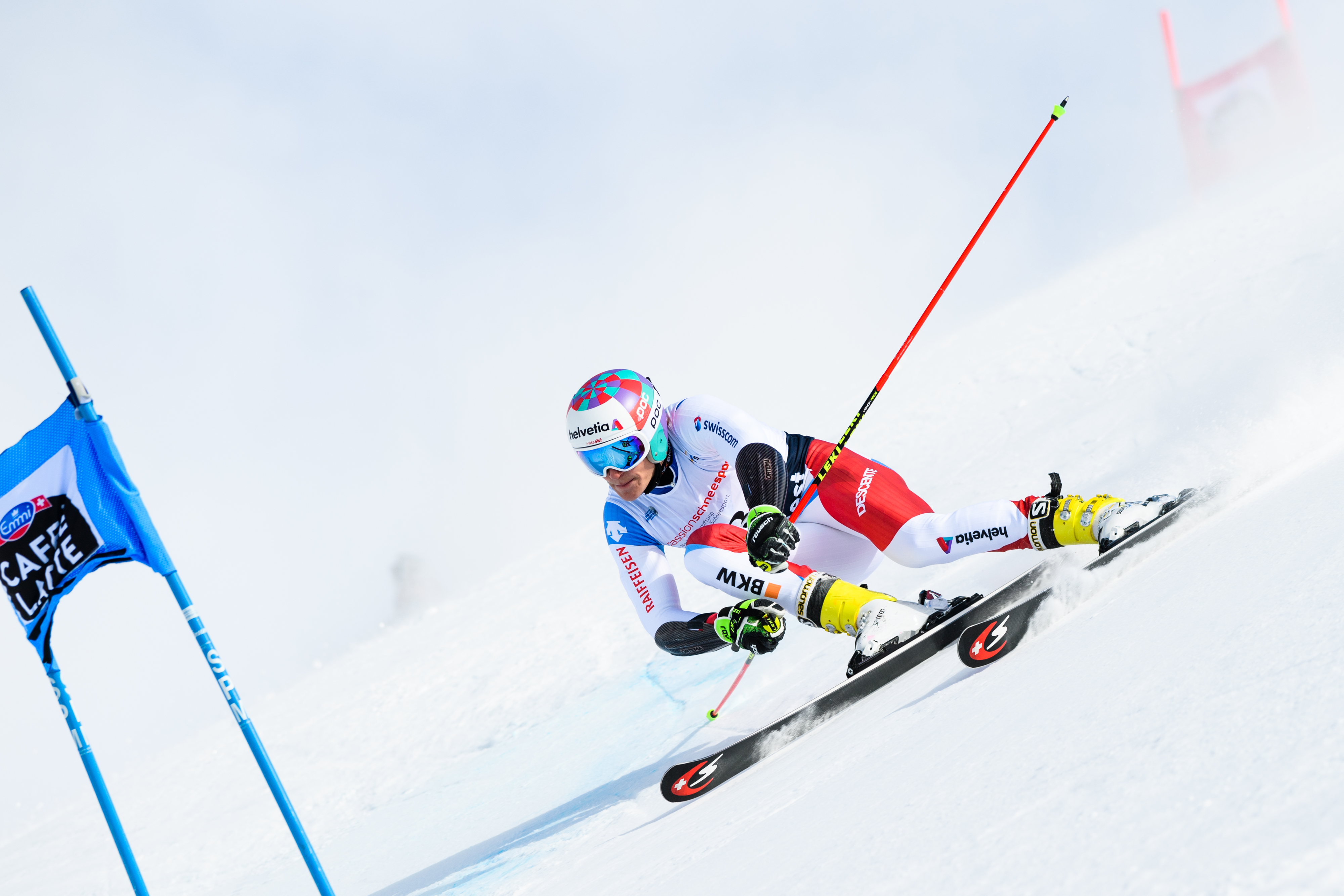
Marco Odermatt vencedor do giant slalom no FIS Junior World Ski Championship 2018 em Davos, Suíça.

O slalom gigante masculino do esqui alpino nos Jogos Olímpicos de Inverno de 2022 foi disputado em 13 de fevereiro no Ice River em Yanqing, Pequim.

## Medalhistas
| Ouro   | SUI Marco Odermatt |
| Prata  | SLO Žan Kranjec    |
| Bronze | FRA Mathieu Faivre |

## Resultados
| Pos. | Bib | Atleta                  | País                     | 1ª descida | Pos. | 2ª descida | Pos. | Total   | Diferença |
| ---- | --- | ----------------------- | ------------------------ | ---------- | ---- | ---------- | ---- | ------- | --------- |
| 01 ! | 4   | Marco Odermatt          | SUI Suíça                | 1:02.93    | 1    | 1:06.42    | 2    | 2:09.35 | –         |
| 02 ! | 13  | Žan Kranjec             | SLO Eslovênia            | 1:03.71    | 8    | 1:05.83    | 1    | 2:09.54 | +0.19     |
| 03 ! | 5   | Mathieu Faivre          | FRA França               | 1:03.01    | 3    | 1:07.68    | 13   | 2:10.69 | +1.34     |
| 4    | 16  | River Radamus           | USA Estados Unidos       | 1:03.79    | 9    | 1:07.16    | 5    | 2:10.95 | +1.60     |
| 5    | 17  | Thibaut Favrot          | FRA França               | 1:03.12    | 5    | 1:07.92    | 14   | 2:11.04 | +1.69     |
| 5    | 6   | Alexis Pinturault       | FRA França               | 1:03.99    | 11   | 1:07.05    | 4    | 2:11.04 | +1.69     |
| 7    | 8   | Gino Caviezel           | SUI Suíça                | 1:03.90    | 10   | 1:07.30    | 6    | 2:11.20 | +1.85     |
| 8    | 1   | Henrik Kristoffersen    | NOR Noruega              | 1:03.05    | 4    | 1:08.20    | 18   | 2:11.25 | +1.90     |
| 9    | 32  | Joan Verdú Sánchez      | AND Andorra              | 1:04.48    | 13   | 1:06.80    | 3    | 2:11.28 | +1.93     |
| 10   | 3   | Filip Zubčić            | CRO Croácia              | 1:04.69    | 15   | 1:07.40    | 9    | 2:12.09 | +2.74     |
| 11   | 25  | Raphael Haaser          | AUT Áustria              | 1:04.99    | 17   | 1:07.40    | 9    | 2:12.39 | +3.04     |
| 12   | 20  | Tommy Ford              | USA Estados Unidos       | 1:05.07    | 19   | 1:07.34    | 7    | 2:12.41 | +3.06     |
| 13   | 18  | Erik Read               | CAN Canadá               | 1:04.77    | 16   | 1:07.67    | 12   | 2:12.44 | +3.09     |
| 14   | 10  | Marco Schwarz           | AUT Áustria              | 1:05.04    | 18   | 1:07.43    | 11   | 2:12.47 | +3.12     |
| 15   | 22  | Adam Žampa              | SVK Eslováquia           | 1:05.86    | 21   | 1:08.05    | 16   | 2:13.91 | +4.56     |
| 16   | 35  | Andreas Žampa           | SVK Eslováquia           | 1:06.15    | 23   | 1:08.16    | 17   | 2:14.31 | +4.96     |
| 17   | 53  | Albert Popov            | BUL Bulgária             | 1:07.60    | 27   | 1:07.34    | 7    | 2:14.94 | +5.59     |
| 18   | 33  | Maarten Meiners         | NED Países Baixos        | 1:06.03    | 22   | 1:09.45    | 20   | 2:15.48 | +6.13     |
| 19   | 38  | Kryštof Krýzl           | CZE República Checa      | 1:07.29    | 26   | 1:08.27    | 19   | 2:15.56 | +6.21     |
| 20   | 29  | Julian Rauchfuss        | GER Alemanha             | 1:08.23    | 30   | 1:07.99    | 15   | 2:16.22 | +6.87     |
| 21   | 49  | Samuel Kolega           | CRO Croácia              | 1:06.53    | 24   | 1:10.75    | 23   | 2:17.28 | +7.93     |
| 22   | 52  | Barnabás Szőllős        | ISR Israel               | 1:07.89    | 28   | 1:10.04    | 21   | 2:17.93 | +8.58     |
| 23   | 43  | Louis Muhlen-Schulte    | AUS Austrália            | 1:08.44    | 32   | 1:10.04    | 21   | 2:18.48 | +9.13     |
| 24   | 23  | Trevor Philp            | CAN Canadá               | 1:07.14    | 25   | 1:11.94    | 24   | 2:19.08 | +9.73     |
| 25   | 51  | Jack Gower              | IRL Irlanda              | 1:08.30    | 31   | 1:12.26    | 25   | 2:20.56 | +11.21    |
| 26   | 57  | Miks Zvejnieks          | LAT Letônia              | 1:09.59    | 33   | 1:13.04    | 26   | 2:22.63 | +13.28    |
| 27   | 12  | Stefan Brennsteiner     | AUT Áustria              | 1:02.97    | 2    | 1:22:01    | 40   | 2:24.98 | +15.63    |
| 28   | 58  | Matthieu Osch           | LUX Luxemburgo           | 1:10.60    | 34   | 1:15.94    | 28   | 2:26.54 | +17.19    |
| 29   | 60  | Komiljon Tukhtaev       | UZB Uzbequistão          | 1:12.77    | 35   | 1:14.72    | 27   | 2:27.49 | +18.14    |
| 30   | 73  | Albin Tahiri            | KOS Kosovo               | 1:13.42    | 37   | 1:16.43    | 29   | 2:29.85 | +20.50    |
| 31   | 72  | Michael Poettoz         | COL Colômbia             | 1:12.83    | 36   | 1:17.19    | 30   | 2:30.02 | +20.67    |
| 32   | 71  | Alexandru Ștefănescu    | ROU Romênia              | 1:14.20    | 38   | 1:19.01    | 33   | 2:33.21 | +23.86    |
| 33   | 78  | Xu Mingfu               | CHN China                | 1:15.96    | 41   | 1:17.26    | 31   | 2:33.22 | +23.87    |
| 34   | 61  | Márton Kékesi           | HUN Hungria              | 1:14.47    | 39   | 1:19.07    | 34   | 2:33.54 | +24.19    |
| 35   | 77  | Rodolfo Dickson         | MEX México               | 1:17.32    | 43   | 1:17.27    | 32   | 2:34.59 | +25.24    |
| 36   | 87  | Zhang Yangming          | CHN China                | 1:15.66    | 40   | 1:19.51    | 35   | 2:35.17 | +25.82    |
| 37   | 67  | Ricardo Brancal         | POR Portugal             | 1:16.83    | 42   | 1:20.57    | 36   | 2:37.40 | +28.05    |
| 38   | 74  | Nicola Zanon            | THA Tailândia            | 1:17.53    | 44   | 1:20.83    | 37   | 2:38.36 | +29.01    |
| 39   | 88  | Shannon-Ogbnai Abeda    | ERI Eritreia             | 1:17.95    | 46   | 1:22.50    | 41   | 2:40.45 | +31.10    |
| 40   | 89  | William Flaherty        | PUR Porto Rico           | 1:20.16    | 48   | 1:21.26    | 38   | 2:41.42 | +32.07    |
| 41   | 69  | Eldar Salihović         | MNE Montenegro           | 1:18.84    | 47   | 1:22.70    | 42   | 2:41.54 | +32.19    |
| 42   | 66  | Yianno Kouyoumdjian     | CYP Chipre               | 1:20.66    | 50   | 1:21.85    | 39   | 2:42.51 | +33.16    |
| 43   | 75  | Berkin Usta             | TUR Turquia              | 1:17.91    | 45   | 1:24.81    | 43   | 2:42.72 | +33.37    |
| 44   | 81  | Fayik Abdi              | KSA Arábia Saudita       | 1:21.44    | 51   | 1:25.41    | 45   | 2:46.85 | +37.50    |
| 45   | 85  | Arif Khan               | IND Índia                | 1:22.35    | 53   | 1:24.89    | 44   | 2:47.24 | +37.89    |
| 46   | 83  | Benjamin Alexander      | JAM Jamaica              | 1:37.94    | 54   | 1:40.58    | 46   | 3:18.52 | +1:09.17  |
| 90   | 2   | Luca De Aliprandini     | ITA Itália               | 1:03.42    | 6    | DNF        | —    | —       | —         |
| 90   | 7   | Manuel Feller           | AUT Áustria              | 1:03.67    | 7    | DNF        | —    | —       | —         |
| 90   | 14  | Lucas Braathen          | NOR Noruega              | 1:04.20    | 12   | DNF        | —    | —       | —         |
| 90   | 26  | Mattias Rönngren        | SWE Suécia               | 1:04.48    | 13   | DNF        | —    | —       | —         |
| 90   | 37  | Andrej Drukarov         | LTU Lituânia             | 1:05.78    | 20   | DNF        | —    | —       | —         |
| 90   | 55  | Emir Lokmić             | BIH Bósnia e Herzegovina | 1:08.00    | 29   | DNF        | —    | —       | —         |
| 90   | 79  | Yohan Goutt Gonçalves   | TLS Timor-Leste          | 1:21.52    | 52   | DNF        | —    | —       | —         |
| 90   | 82  | Matteo Gatti            | SMR San Marino           | 1:20.40    | 49   | DSQ        | —    | —       | —         |
| 90   | 9   | Alexander Schmid        | GER Alemanha             | DNF        | —    | —          | —    | —       | —         |
| 90   | 11  | Justin Murisier         | SUI Suíça                | DNF        | —    | —          | —    | —       | —         |
| 90   | 15  | Loïc Meillard           | SUI Suíça                | DNF        | —    | —          | —    | —       | —         |
| 90   | 19  | Rasmus Windingstad      | NOR Noruega              | DNF        | —    | —          | —    | —       | —         |
| 90   | 21  | Atle Lie McGrath        | NOR Noruega              | DNF        | —    | —          | —    | —       | —         |
| 90   | 24  | Cyprien Sarrazin        | FRA França               | DNF        | —    | —          | —    | —       | —         |
| 90   | 27  | Ryan Cochran-Siegle     | USA Estados Unidos       | DNF        | —    | —          | —    | —       | —         |
| 90   | 28  | Aleksandr Andrienko     | ROC                      | DNF        | —    | —          | —    | —       | —         |
| 90   | 30  | Ivan Kuznetsov          | ROC                      | DNF        | —    | —          | —    | —       | —         |
| 90   | 31  | Sam Maes                | BEL Bélgica              | DNF        | —    | —          | —    | —       | —         |
| 90   | 34  | Samu Torsti             | FIN Finlândia            | DNF        | —    | —          | —    | —       | —         |
| 90   | 36  | Jung Dong-hyun          | KOR Coreia do Sul        | DNF        | —    | —          | —    | —       | —         |
| 90   | 39  | Tommaso Sala            | ITA Itália               | DNF        | —    | —          | —    | —       | —         |
| 90   | 40  | Jan Zabystřan           | CZE República Checa      | DNF        | —    | —          | —    | —       | —         |
| 90   | 41  | Dries Van den Broecke   | BEL Bélgica              | DNF        | —    | —          | —    | —       | —         |
| 90   | 42  | Luke Winters            | USA Estados Unidos       | DNF        | —    | —          | —    | —       | —         |
| 90   | 44  | Alex Vinatzer           | ITA Itália               | DNF        | —    | —          | —    | —       | —         |
| 90   | 45  | Michał Jasiczek         | POL Polônia              | DNF        | —    | —          | —    | —       | —         |
| 90   | 47  | Tormis Laine            | EST Estônia              | DNF        | —    | —          | —    | —       | —         |
| 90   | 48  | Linus Straßer           | GER Alemanha             | DNF        | —    | —          | —    | —       | —         |
| 90   | 50  | Tomás Birkner de Miguel | ARG Argentina            | DNF        | —    | —          | —    | —       | —         |
| 90   | 54  | Paweł Pyjas             | POL Polônia              | DNF        | —    | —          | —    | —       | —         |
| 90   | 56  | Soso Japharidze         | GEO Geórgia              | DNF        | —    | —          | —    | —       | —         |
| 90   | 59  | Denni Xhepa             | ALB Albânia              | DNF        | —    | —          | —    | —       | —         |
| 90   | 62  | Adrian Yung             | HKG Hong Kong            | DNF        | —    | —          | —    | —       | —         |
| 90   | 63  | Asa Miller              | PHI Filipinas            | DNF        | —    | —          | —    | —       | —         |
| 90   | 64  | Ioannis Antoniou        | GRE Grécia               | DNF        | —    | —          | —    | —       | —         |
| 90   | 65  | Zakhar Kuchin           | KAZ Cazaquistão          | DNF        | —    | —          | —    | —       | —         |
| 90   | 68  | Richardson Viano        | HAI Haiti                | DNF        | —    | —          | —    | —       | —         |
| 90   | 70  | Cesar Arnouk            | LBN Líbano               | DNF        | —    | —          | —    | —       | —         |
| 90   | 76  | Carlos Maeder           | GHA Gana                 | DNF        | —    | —          | —    | —       | —         |
| 90   | 80  | Yassine Aouich          | MAR Marrocos             | DNF        | —    | —          | —    | —       | —         |
| 90   | 86  | Mathieu Neumuller       | MAD Madagascar           | DNF        | —    | —          | —    | —       | —         |
| 90   | 46  | Michel Macedo           | BRA Brasil               | DNS        | —    | —          | —    | —       | —         |
| 90   | 84  | Harutyun Harutyunyan    | ARM Armênia              | DNS        | —    | —          | —    | —       | —         |

Legenda
| Recorde mundial      | Recorde mundial (World record)               |                       | Recorde africano                      | Recorde africano (African) |                                           | Q | Classificado por posição (Qualified) |
| Recorde olímpico     | Recorde olímpico (Olympic record)            | Recorde da América    | Recorde da América (Americas)         | q                          | Classificado por melhor tempo (Qualified) |   |                                      |
| Melhor marca do ano  | Melhor marca do ano (World leading)          | Recorde asiático      | Recorde asiático (Asian)              | DNS                        | Não largou (Did not start)                |   |                                      |
| Recorde nacional     | Recorde nacional (National record)           | Recorde europeu       | Recorde europeu (European)            | DNF                        | Não terminou (Did not finish)             |   |                                      |
| Recorde pessoal      | Recorde pessoal do atleta (Personal best)    | Recorde da Oceania    | Recorde da Oceania (Oceania)          | DSQ / DQ                   | Desclassificado (Disqualified)            |   |                                      |
| Recorde da temporada | Recorde da temporada do atleta (Season best) | Recorde sul-americano | Recorde sul-americano (South America) | NM                         | Sem marca (No mark)                       |   |                                      |